# Fischia il vento
«Fischia il vento» es una canción popular italiana cuyo texto fue escrito en septiembre de 1943, en la incipiente resistencia. El creador fue Felice Cascione (2 de mayo de 1918 - 27 de enero de 1944) con la intención de incentivar al movimiento partisano. La música proviene de la canción rusa «Katiusha». Junto con «Bella ciao» es una de las canciones más famosas de la Resistencia italiana.

## Letra
| Letra original En Italiano: Fischia il vento e infuria la bufera, scarpe rotte e pur bisogna andar a conquistare la rossa primavera dove sorge il sol dell'avvenir. A conquistare la rossa primavera dove sorge il sol dell'avvenir. Ogni contrada è patria del ribelle, ogni donna a lui dona un sospir, nella notte lo guidano le stelle, forte il cuore e il braccio nel colpir. Nella notte lo guidano le stelle, forte il cuore e il braccio nel colpir. Se ci coglie la crudele morte dura vendetta verrà dal partigian, ormai sicura è già la dura sorte del fascista vile e traditor. Ormai sicura è già la dura sorte del fascista vile e traditor. Cessa il vento, calma è la bufera, torna a casa il fiero partigian, sventolando la rossa sua bandiera vittoriosi, alfin liberi siam. Sventolando la rossa sua bandiera vittoriosi, alfin liberi siam. | Letra en Español: Sopla el viento y brama la tormenta, los zapatos rotos, y aun así debemos marchar a conquistar la roja primavera donde sale el sol del porvenir. A conquistar la roja primavera donde sale el sol del porvenir. Cada barrio es patria del rebelde, cada mujer a él le otorga un suspiro, en la noche lo guían las estrellas, fuerte el corazón y el brazo en el combate. En la noche lo guían las estrellas, fuerte el corazón y el brazo en el combate. Si sobreviene la cruel muerte, dura venganza vendrá del partisano, ya segura es la dura suerte del fascista vil y traidor. Ya segura es la dura suerte del fascista vil y traidor Cesa el viento, calma la tormenta, vuelve a casa el fiero partisano, ondeando su roja bandera, victoriosos, al fin libres somos. Ondeando su roja bandera, victoriosos, al fin libres somos. |